# Требин, Фома Андреевич
Фома Андреевич Требин (18 октября 1904, Смоленская губерния — 9 июля 1971, Москва) — советский инженер, учёный, дипломат, профессор (1942), доктор технических наук (1941). Чрезвычайный и полномочный посол СССР в Венесуэле (1945—1950); член коллегии в Министерстве нефтяной промышленности, начальник технического управления Министерства (1950—1953), Председатель Государственного научно-технического комитета Совета Министров РСФСР (1957—1960), зав. кафедрой разработки и эксплуатации газовых и газоконденсатных месторождений МИНХ и ГП им. И. М. Губкина (1958—1971) (ныне — Российский государственный университет нефти и газа имени И. М. Губкина).

## Биография
Родился в деревне Успенское (ныне — в Смоленской области) в крестьянской семье. В 1916 г. окончил начальную сельскую школу с похвальным отзывом.
Рабочий на разных должностях, в 1919 году поступил на рабфак при Смоленском Государственном Университете, в 1922 году в Московскую горную академию. Руководителем дипломного проекта у студента Требина Ф. А. был академик Л. С. Лейбензон. Окончив 1929 году Горную академию, получил направление на нефтяные промыслы «Эмбанефти»
- В 1929—1931 годах — инженер нефтяного промысла, инженер по газу, а затем главный инженер конторы добычи и переработки нефти и газа треста «Эмбанефть»
- В 1931—1934 годах — ассистент, доцент, заместитель заведующего кафедрой, и. о. заместителя директора Московского нефтяного института им. И. М. Губкина.
- В 1934—1938 годах — докторантура в институте горючих ископаемых АН СССР.
- В 1941 году — защита докторской диссертации на тему «Особенности движения сырой нефти в песчаных коллекторах».
- С августа по октябрь 1941 года на Ленинградском фронте. Отозван для работ по эвакуации и консервации нефтяных промыслов.
- С 28 июля 1945 по 25 марта 1950 года — чрезвычайный и полномочный посол СССР в Венесуэле.
- В 1957—1971 годах — заведующий кафедрой разработки и эксплуатации газовых и газоконденсатных месторождений, научный руководитель проблемной лаборатории по газу МИНХ и ГП им. Губкина.
- В 1961—1965 годах — директор ВНИИГАЗа (в настоящее время ООО Газпром ВНИИГАЗ)[2].

Умер в Москве. Похоронен на Новодевичьем кладбище в Москве.

## Ученики
- Макогон Ю. Ф. (1962)
- Басниев К. С.
- Гриценко А. И.
- Закиров С. Н.
- Сиротин А. М.
- Маслов И. И.
- Геогргиев Г. Д.
- Булавинов Л. Б.
- Тимашев А. Н.
- Балыбердина И. Т.
- Савченко В. В.
- Задора Г. И.
- Петров В. Н.
- Кондрат Р. М.
- Касымов Ш. А.
- Мамовов И. М.
- Цайгер М. А.

## Научные труды
Автор более 100 научных работ, пособий и учебников
- Ф. А. Требин; под ред. Г. А. Саркисянца. Газовый фактор на промыслах Майнефти. Изучение фонтанных скважин залежи «С» апшеронских промыслов М.; Л.: Гос. науч.-техн. нефт. изд-во, 1932. — 39 с.
- И. М. Муравьев, Ф. А. Требин. Курс эксплуатации нефтяных месторождений в 2-кн. /- М.; Л.: Гостоптехиздат, 1937. Ч. 1: Физические основы добычи нефти и принципы разработки нефтяных месторождений. — 352 с.
- Требин Ф. А. Нефтепроницаемость песчаных коллекторов М.; Л.: Гостоптехиздат, 1945. — 139 с.
- Требин Ф. А. Исследования по фильтрации неоднородных систем и их использование при гидродинамических расчетах разработки нефтяных месторождений. — М.: Изд-во АН СССР, 1955. — 42 с.
- Требин Ф. А. Турбинное бурение — М.: Изд-во АН СССР, 1955. — 42 с.
- Требин Ф. А. Материал в помощь лектору на тему «Технический прогресс в нефтяной промышленности СССР за 40 лет»- М., 1957. — 40 с.
- Ф. А. Требин, Г. В. Щербаков, В. П. Яковлев. Гидромеханические методы исследования скважин и пластов — М.: Недра, 1965. — 276 с.

## Награды и звания
- Заслуженный деятель науки и техники РСФСР (1964);
- Орден Ленина (1954),
- Ордена Трудового Красного Знамени (1943 и 1958);
- Орден Знак Почёта (1942),
- Медали «За трудовую доблесть», «За доблестный труд», «За оборону Ленинграда»[3], «За оборону Москвы», «В память 250-летия Ленинграда».

## О нём
- Ю. П. Коротаев, Л. Б. Булавинов, В. Н. Петров Профессор Ф. А. Требин (1904—1971) М-во общ. и высш. проф. образования. Гос. акад. нефти и газа им. И. М. Губкина. М. Нефть и газ 1996 32, [1] с. 20 см